# Hans Linde (sociolog)
Hans Linde, född 16 mars 1913 i Jeßnitz, död 29 november 1993 i Karlsruhe, var en tysk sociolog. Han var professor i sociologi vid Karlsruher Institut für Technologie. Linde tillhörde Leipzigskolan.

## Biografi
Hans Linde föddes i Jeßnitz år 1913. År 1937 avlade han doktorsexamen vid Leipzigs universitet. År 1960 utnämndes han till professor vid Pedagogiska högskolan i Kettwig i Essen. Mellan 1962 och 1981 var Linde professor i sociologi vid Karlsruher Institut für Technologie.